# Теодон (герцог Асти)
Теодон (лат. Teodone; VIII век) — герцог Асти в первой половине VIII века из династии Агилольфингов.

## Биография
О правителях Астийского герцогства после владевшего им в 688—702 годах Анспранда сохранилось очень мало сведений. В средневековых хрониках сообщается о ещё четырёх правителях Асти лангобардского периода: Теодоне, Ансульфе, Имберге и Алипранде. Однако первые три из них не упоминаются в современных им исторических источниках, поэтому насколько приводимые о этих персонах сведения достоверны, неизвестно.
Согласно созданным в Асти хроникам, следующим после Анспранда герцогом был Теодон, сын неназванного по имени герцога Баварии из династии Агилольфингов. В награду за помощь Анспранду в овладении лангобардским престолом в 712 году Теодон получил от его сына и наследника Лиутпранда Астийское герцогство. Одновременно Теодон женился на Имберге, дочери Анспранда и сестре Лиутпранда. О правлении Теодона никаких сведений не сохранилось. После его смерти Астийское герцогство унаследовал его сын Ансульф.